# Plaza de toros de la Real Maestranza de Caballería de Sevilla
Plaza de toros de la Real Maestranza de Caballería de Sevilla är en tjurfäktningsarena i Sevilla i sydvästra Spanien.